# DeMarcus Lawrence
DeMarcus Lawrence (Aiken, Carolina del Sur, 28 de abril de 1992) apodado Tank, es un jugador profesional estadounidense de fútbol americano que se desempeña en la posición de defensive end en Dallas Cowboys, equipo de la National Football League (NFL).

## Carrera
Fue seleccionado en la segunda ronda en la Reunión Anual de Selección de Jugadores de la NFL de 2014. Hizo su debut profesional con el equipo Dallas Cowboys, donde lleva jugando diez temporadas.